# Serguei Vólkov (escaquista)
|  | Per a altres significats, vegeu «Serguei Vólkov (desambiguació)». |

Serguei Víktorovitx Vólkov (en rus: Сергей Викторович Волков), (nascut el 7 de febrer de 1974 a Saransk, Mordòvia), és un jugador d'escacs rus, que té el títol de Gran Mestre des de 1998. Fou Campió de Rússia el 2000.
A la llista d'Elo de la FIDE del desembre de 2021, hi tenia un Elo de 2523 punts, cosa que en feia el jugador número 89 (en actiu) de Rússia. El seu màxim Elo va ser de 2659 punts, a la llista de juliol de 2007 (posició 53 al rànquing mundial).

## Resultats destacats en competició
Vólkov ha format part del Top 50 mundial de la FIDE i ha obtingut grans èxits en torneigs, com ara les seves victòries al Memorial Txigorin de 1998 (ex aequo amb Ruslan Sherbakov), i 1999 (ex aequo amb Aleksandr Grisxuk, i mig punt per davant d'un grup de forts jugadors com ara Aleksandr Lastin, Ievgueni Naier, Vadim Malakhatko, o Aleksandr Motiliov), o la seva victòria al Campionat de Rússia de 2000 a Samara. El 2002 empatà al segon lloc al Campionat d'Europa individual a Batumi (fou finalment tercer en el desempat, rere Bartłomiej Macieja i Mikhaïl Gurévitx). El 2005 quedà primer a la Rilton Cup (ex aequo amb Evgeny Gleizerov i Emanuel Berg).
El 2008, a Plòvdiv, fou tercer al Campionat d'Europa individual rere el campió Serguei Tiviàkov, i Serguei Movsesian (2n).
El 2009, va empatar als llocs 1r–8è amb Dmitri Kókarev, Ígor Lissi, Aleksandr Rakhmànov, Valeri Popov, Denís Khismatul·lin, Dmitri Andreikin i Dmitri Botxarov a l'obert de Vorónej.
L'octubre de 2009 guanyà, amb 7/9, el Memorial Txigorin, a Sant Petersburg.
El 2010, va empatar als llocs 1r–8è amb Viorel Iordăchescu, Hrant Melkumian, Eduardo Iturrizaga, Qadir Huseynov, David Arutinian, Aleksei Aleksàndrov i Tornike Sanikidze al 12è Obert de Dubai.
El 2010/11, guanyà en solitari, amb 8/9 punts, la 40a edició de la Rilton Cup. El 2011 empatà als llocs 3r–7è amb Dragan Šolak, Ioannis Nikolaidis, Konstantine Shanava i Fernando Peralta al 1r Torneig Internacional Isthmia.
El setembre de 2011 va empatar als llocs 1r-3r al Festival de Trieste, amb Viktor Erdős i Vladímir Baklan.
El setembre del 2015 fou campió en el 8è Obert Internacional de Beirut amb 8 punts de 9, mig punt per davant del belarús Kirill Stupak, i obtingué una bossa de premi de 2.000 dòlars.
El juliol de 2016 fou campió del 42è Obert Vila de Sitges amb 7½ punts de 9, els mateixos punts que Karen Movsziszian però amb millor desempat. El juliol de 2017, en el mateix torneig, fou segon, rere el peruà Jorge Cori. El 2018 hi fou novament segon, rere Gadir Guseinov, i va tornar a guanyar el torneig el 2019.

### Competicions per equips
En competicions per equips, ha representat Rússia en dues grans competicions. A l'Olimpíada d'escacs de 1998, quan encara era MI, va jugar a l'equip de Rússia II, que quedà finalment en vuitena posició. Al Campionat d'Europa per equips de 1999, va jugar al primer equip rus, al segon tauler, tot i que un rendiment global de l'equip molt pobre els va situar fora de la cursa per les medalles, en el que fou una actuació sorprenentment mediocre per un equip rus.